# 胡凱澄
胡凱澄（Amelia Wu，又名 ；10月8日—），早年以兼職身份於加拿大中文電台開始其 DJ 生涯。曾為新城知訊台(前稱為新城娛樂台)、香港商業一台及香港數碼電台數碼一台旗艦台節目主持，現於網絡電台D100主持節目香蕉俱樂部。其間也受邀為廣告配音。司儀則是其副業，被邀請擔任各種不同開放及非對外開放活動、商場活動、頒獎典禮、電影發布會、宴會等等擔任司儀。 
Ame現在主力經營水晶店，靈性工作，同時亦是一名獨立動物義工。
她仍然不定期以嘉賓身份出現於不同媒體，例如2019年TVB的Big Boys Club，2023年ViuTV的晚吹-總有一瓣喺左近，及由余廸偉主持的網台節目遊魂野仔。

## 履歷
早年就讀嘉諾撒聖瑪利書院。2004年回流香港加入新城電台，曾跟前拍檔林盛斌推出散文「凹凸男女」及個人散文「不要大女人」。
2010年7月推出以羅力威作品「情人季節」為藍本的同名小說﹐並於簽名會得到空前成功。同年為由羅力威作曲及主唱﹐於亞洲電視播映的電視劇《書劍恩仇錄》(The Book and the Sword) 片尾曲「花無情」 填詞﹐亦正式成為 CASH 香港作曲家及作詞家協會會員。2011年再為羅力威填詞，葉文輝主唱的「從未忘記」。曾為新報撰寫逢星期五刊登的專欄 -「電波少女」。
2009年，她開始嘗試撰寫廣播劇。3月23日，胡凱澄編劇監製，林峰及鍾嘉欣主演的廣播劇「情情塔塔」正式首播。而她也在劇中客串阿玲一角。同年編劇監製及推出另一由徐子珊及胡杏兒聲演的廣播劇「愛情決勝焗」﹐同時亦擔當其中一個重要角色。2012年再次編寫由張信哲、劉心悠、洪卓立 及她自己聲演的情人節廣播劇「花季之約」。
2010年9月，胡凱澄夥拍舞台劇演員關逸揚，出演兩場愛情音樂劇「將時間帶到·寂寞」。
2012年，胡凱澄加盟商業一台，並與蘇絲黃、Law 少、Bonnie、炸、徐曉煒 聯合主持節目「大玩派」。同年，集合地上最強人氣電臺 DJ 主持 ，新城電臺群星齊唱專集 《Dreams Come True》裏，展現歌喉，歌名《幸福終點》由 Dominic Kwok 作曲，為此歌再度填詞。另一首歌《Life Goes On》(新城知訊台廣播劇「分享情 活出愛」主題曲)  則與葉文輝、瑪姬及林柏希齊合唱。
2013年，胡凱澄暫別廣播界以專注其他發展。同年，與塔羅小公主 Selina 合作開設水晶首飾店 BlueStone （页面存档备份，存于），地點位於尖沙咀。
2014年2月10日，胡凱澄加盟香港數碼電台 (DBC) 主持節目「星夜的晴天」。

## 現主持節目

### D100第四台
- 《香蕉俱樂部》逢星期一、二、四 22:00 - 00:00

### 丘品創作
- 《月光光心慌慌》逢星期一 22:00 - 23:30

## 曾主持節目

### DBC數碼一台旗艦台
- 《星夜的晴天》逢星期一至星期五 Mon - Fri 21:00 - 23:00
  - 星期一         ：讓聽眾點歌送祝福、分享小故事。
  - 星期二及星期三 ：開放熱線給聽眾與主持人傾訴及分享生活點滴、播歌。
  - 星期四         ：猛鬼星期四，與塔羅小公主 Selina 及其他嘉賓分享及討論關於超自然、神秘力量、靈異的經歷及故事。
  - 星期五         ：玩心理測驗、分享小故事。

### 商業一台雷霆881
- 《大玩派》

### 新城知訊台
- 《寂寞一窩Phone》
- 《越夜越音樂》（又叫《越夜越音樂》之《一個人的天空》）
- 《恐怖熱線》
- 《小文化社》
- 《星期日 保健日》
  - 變靚「溶斑肽」簡單
  - 醫面捕快
- 《周日唱好星星Bar》
- 《好男好女》
- 《國語力》
- 《新城國語力排行榜》
- 《Me Me More More》
- 《點正娛樂》
- 《阿Me一早播》
- 《粵港越流行》
- 《PRC 音樂「鋒」》
- 《一週新聞》

## 寫作作品集
| 年份 | 書名               | 作者           | 類別     | 出版             | 國際標準書號（ISBN） |
| 2008 | 《凹凸男女》       | 胡凱澄、林盛斌 | 散文     | 青椒出版有限公司 | 9789881761378        |
| 2009 | 《不要大女人》     | 胡凱澄         | 散文     | 青椒出版有限公司 | 9789881838834        |
| 2010 | 《情人季節》       | 胡凱澄         | 愛情小說 | 永青文化有限公司 | 9789881931290        |
| 2012 | 《那年我錯過的他》 | 胡凱澄         | 愛情小說 | 集思出版有限公司 | 9789881557681        |
| 2013 | 《無情花》         | 胡凱澄         | 愛情小說 | 點製作有限公司   | 9789881250445        |

## 填詞作品
| 年份 | 歌曲名稱      | 主唱   | 作曲         | 填詞   | 唱片                                 | 備註                                                                     |
| 2010 | 花無情 (國)   | 羅力威 | 羅力威       | 胡凱澄 | 羅力威首張個人國語創作專輯《羅力威》 | 亞視2010年劇集《書劍恩仇錄》片尾曲                                       |
| 2011 | 從未忘記 (粵) | 葉文輝 | 羅力威       | 胡凱澄 | -                                    | 舞台劇《書籍》主題曲                                                     |
| 2012 | 幸福終點 (粵) | 胡凱澄 | Dominic Kwok | 胡凱澄 | Dreams Come True                     | 集合地上最強人氣電台DJ主持 呈現最忠於音樂夢想的破格嘗試 新城電台群星齊唱 |